# Campeonato das Nações Africanas de 2016
O Campeonato das Nações Africanas de 2016, também conhecido como CHAN 2016, foi a 4.ª edição do Campeonato das Nações Africanas, torneio bianual organizado pela Confederação Africana de Futebol (CAF) e disputado por seleções africanas cujos jogadores atuam em clubes de de futebol do seu próprio país. Foi realizada entre 16 de janeiro e 7 de fevereiro em Ruanda.
A RD Congo sagrou-se bicampeã da competição após golear a Seleção Malinesa de Futebol na grande final pelo placar de 3–0.

## Seleções classificadas
| Seleções           | Regiões          | Participações | Melhor performance           |
| ------------------ | ---------------- | ------------- | ---------------------------- |
| Ruanda (país-sede) | África Oriental  | 2.ª vez       | Fase de grupos (2011)        |
| Etíope             | África Oriental  | 2.ª vez       | Fase de grupos (2014)        |
| Uganda             | África Oriental  | 3.ª vez       | Fase de grupos (2011 e 2014) |
| Marrocos           | Norte da África  | 2.ª vez       | Quartas-de-final (2014)      |
| Tunísia            | Norte da África  | 2.ª vez       | Campeã (2011)                |
| Camarões           | África Central   | 2.ª vez       | Quartas-de-final (2011)      |
| RD Congo           | África Central   | 4.ª vez       | Campeã (2009)                |
| Gabão              | África Central   | 3.ª vez       | Quartas-de-final (2014)      |
| Costa do Marfim    | África Ocidental | 3.ª vez       | Fase de grupos (2009 e 2011) |
| Guiné              | África Ocidental | 1.ª vez       | Estreante                    |
| Mali               | África Ocidental | 3.ª vez       | Quartas-de-final (2014)      |
| Nigéria            | África Ocidental | 2.ª vez       | 3.º lugar (2014)             |
| Níger              | África Ocidental | 2.ª vez       | Quartas-de-final (2011)      |
| Angola             | África Austral   | 2.ª vez       | Finalista (2011)             |
| Namíbia            | África Austral   | 2.ª vez       | 3.º lugar (2009)             |
| Zimbabwe           | África Austral   | 4.ª vez       | 4.º lugar (2014)             |

## Sedes oficiais
| Quigali                     | Quigali                        | Quigali Butare Guissenhi | Butare             | Guissenhi           |
| Estádio Nacional de Amahoro | Estádio Regional de Nyamirambo | Quigali Butare Guissenhi | Estádio de Huye    | Estádio de Umuganda |
| Capacidade: 30 000          | Capacidade: 22 000             | Quigali Butare Guissenhi | Capacidade: 20 000 | Capacidade: 5 200   |
|                             |                                | Quigali Butare Guissenhi |                    |                     |

## Sorteio dos grupos
| Pote 1                                       | Pote 2                    | Pote 3                         | Pote 4                               |
| -------------------------------------------- | ------------------------- | ------------------------------ | ------------------------------------ |
| Ruanda (país-sede) RD Congo Tunísia Zimbabwe | Angola Nigéria Gabão Mali | Marrocos Uganda Camarões Níger | Etiópia Costa do Marfim Zâmbia Guiné |

## Fase de grupos

### Critérios de desempate
As posições ocupadas por cada uma das seleções em seus respectivos grupos correspondem ao número de pontos marcados (3 pontos em caso de vitória, 1 ponto em caso de empate e 0 ponto em caso de derrota). Caso haja empate em número de pontos entre duas ou mais seleções, os seguintes critérios de desempate serão aplicados nessa ordem:
1. Pontuação obtida no confronto direto;
2. Saldo de gols no confronto direto;
3. Número de gols marcados no confronto direto;
4. Saldo de gols total;
5. Número de gols marcados no total;
6. Sorteio.

### Grupo A
| Seleção         | Pts | J | V | E | D | GP | GC | SG |
| --------------- | --- | - | - | - | - | -- | -- | -- |
| Ruanda          | 6   | 3 | 2 | 0 | 1 | 4  | 5  | –1 |
| Costa do Marfim | 6   | 3 | 2 | 0 | 1 | 5  | 2  | +3 |
| Marrocos        | 4   | 3 | 1 | 1 | 1 | 4  | 2  | +2 |
| Gabão           | 1   | 3 | 0 | 1 | 2 | 2  | 6  | –4 |

| Mandante        | Resultado | Visitante       |
| --------------- | --------- | --------------- |
| Ruanda          | 1–0       | Costa do Marfim |
| Gabão           | 0–0       | Marrocos        |
| Ruanda          | 2–1       | Gabão           |
| Marrocos        | 0–1       | Costa do Marfim |
| Marrocos        | 4–1       | Ruanda          |
| Costa do Marfim | 4–1       | Gabão           |

### Grupo B
| Seleção  | Pts | J | V | E | D | GP | GC | SG |
| -------- | --- | - | - | - | - | -- | -- | -- |
| Camarões | 7   | 3 | 2 | 1 | 0 | 4  | 1  | +3 |
| RD Congo | 6   | 3 | 2 | 0 | 1 | 8  | 5  | +3 |
| Angola   | 3   | 3 | 1 | 0 | 2 | 4  | 6  | –2 |
| Etiópia  | 1   | 3 | 0 | 1 | 2 | 1  | 5  | –4 |

| Mandante | Resultado | Visitante |
| -------- | --------- | --------- |
| RD Congo | 3–0       | Etiópia   |
| Angola   | 0–1       | Camarões  |
| RD Congo | 4–2       | Angola    |
| Camarões | 0–0       | Etiópia   |
| Camarões | 3–1       | RD Congo  |
| Etiópia  | 1–2       | Angola    |

### Grupo C
| Seleção | Pts | J | V | E | D | GP | GC | SG |
| ------- | --- | - | - | - | - | -- | -- | -- |
| Tunísia | 5   | 3 | 1 | 2 | 0 | 8  | 3  | +5 |
| Guiné   | 5   | 3 | 1 | 2 | 0 | 5  | 4  | +1 |
| Nigéria | 4   | 3 | 1 | 1 | 1 | 5  | 3  | +2 |
| Níger   | 1   | 3 | 0 | 1 | 2 | 3  | 11 | –8 |

| Mandante | Resultado | Visitante |
| -------- | --------- | --------- |
| Tunísia  | 2–2       | Guiné     |
| Nigéria  | 4–1       | Níger     |
| Tunísia  | 1–1       | Nigéria   |
| Níger    | 2–2       | Guiné     |
| Níger    | 0–5       | Tunísia   |
| Guiné    | 1–0       | Nigéria   |

### Grupo D
| Seleção  | Pts | J | V | E | D | GP | GC | SG |
| -------- | --- | - | - | - | - | -- | -- | -- |
| Zâmbia   | 7   | 3 | 2 | 1 | 0 | 2  | 0  | +2 |
| Mali     | 5   | 3 | 1 | 2 | 0 | 3  | 2  | +1 |
| Uganda   | 2   | 3 | 0 | 2 | 1 | 3  | 4  | –1 |
| Zimbabwe | 1   | 3 | 0 | 1 | 2 | 1  | 3  | –2 |

| Mandante | Resultado | Visitante |
| -------- | --------- | --------- |
| Zimbabwe | 0–1       | Zâmbia    |
| Mali     | 2–2       | Uganda    |
| Zimbabwe | 0–1       | Mali      |
| Uganda   | 0–1       | Zâmbia    |
| Uganda   | 1–1       | Zimbabwe  |
| Zâmbia   | 0–0       | Mali      |

## Mata-mata
|  | Quartas-de-final          | Quartas-de-final      |                          |       | Semifinais     | Semifinais     |  |  | Final | Final |
|  |                           |                       |                          |       |                |                |  |  |       |       |
|  | 30 de janeiro – Quigali   |                       |                          |       |                |                |  |  |       |       |
|  |                           |                       |                          |       |                |                |  |  |       |       |
|  | Ruanda                    | 1                     |                          |       |                |                |  |  |       |       |
|  | Ruanda                    | 1                     | 3 de fevereiro – Quigali |       |                |                |  |  |       |       |
|  | RD Congo (pro)            | 2                     |                          |       |                |                |  |  |       |       |
|  | RD Congo (pro)            | 2                     | RD Congo (d.p.)          | 1 (5) |                |                |  |  |       |       |
|  | 31 de janeiro – Guissenhi |                       | RD Congo (d.p.)          | 1 (5) |                |                |  |  |       |       |
|  |                           | Guiné                 | 1 (4)                    |       |                |                |  |  |       |       |
|  | Zâmbia                    | Guiné                 | 1 (4)                    | 0(4)  |                |                |  |  |       |       |
|  | Zâmbia                    |                       | 7 de fevereiro – Quigali | 0(4)  |                |                |  |  |       |       |
|  | Guiné (d.p.)              | 0(5)                  |                          |       |                |                |  |  |       |       |
|  | Guiné (d.p.)              | 0(5)                  | RD Congo                 | 3     |                |                |  |  |       |       |
|  | 31 de janeiro – Quigali   |                       | RD Congo                 | 3     |                |                |  |  |       |       |
|  |                           | Mali                  | 0                        |       |                |                |  |  |       |       |
|  | Tunísia                   | Mali                  | 0                        | 1     |                |                |  |  |       |       |
|  | Tunísia                   | 4 fevereiro – Quigali |                          | 1     |                |                |  |  |       |       |
|  | Mali                      | 2                     |                          |       |                |                |  |  |       |       |
|  | Mali                      | 2                     | Mali                     | 1     |                |                |  |  |       |       |
|  | 30 de janeiro – Butare    |                       | Mali                     | 1     |                |                |  |  |       |       |
|  |                           | Costa do Marfim       | 0                        |       | Terceiro lugar | Terceiro lugar |  |  |       |       |
|  | Camarões                  | Costa do Marfim       | 0                        | 0     | Terceiro lugar | Terceiro lugar |  |  |       |       |
|  | Camarões                  |                       | 6 de fevereiro – Quigali | 0     |                |                |  |  |       |       |
|  | Costa do Marfim (pro)     | 3                     |                          |       |                |                |  |  |       |       |
|  | Costa do Marfim (pro)     | 3                     | Guiné                    | 1     |                |                |  |  |       |       |
|  |                           |                       |                          |       |                |                |  |  |       |       |
|  | Costa do Marfim           | 2                     |                          |       |                |                |  |  |       |       |
|  | Costa do Marfim           | 2                     |                          |       |                |                |  |  |       |       |

| Campeonato das Nações Africanas de 2016 |
| --------------------------------------- |
| RD Congo Campeã (2.º título)            |